# Hovea elliptica
Hovea elliptica es una especie de planta ornamental perteneciente a la familia de las leguminosas, es nativa de Australia Occidental y el norte de Nueva Zelanda.

## Descripción
Es un arbusto perennifolio erecto y rígido que alcanza un tamaño de entre 0,8 metros de altura. La especie tiene flores púrpuras o azules. 

## Taxonomía
Hovea elliptica fue descrita por (Sm.) DC. y publicado en Prodromus Systematis Naturalis Regni Vegetabilis 2: 115, en el año 1825. La planta fue citada como Hovea Celsi en Description des plantes rares cultivees a Malmaison et a Navarre por Aimé Jacques Alexandre Bonpland.
Sinonimia
- Poiretia elliptica Sm. nom. illeg.
- Hovea celsii Bonpl.
- Platychilum celsianum Laun.[4][5]